# Rhabdoblatta rattanakiriensis
Rhabdoblatta rattanakiriensis es una especie de cucaracha del género Rhabdoblatta, familia Blaberidae, orden Blattodea. Fue descrita científicamente por Anisyutkin en 1999.

## Descripción
Mide 28,0–29,0 milímetros de longitud. El cuerpo de la hembra es marrón oscuro y ligeramente más grande que el del macho.

## Distribución
Se distribuye por China (Hainan).